# مسعودآباد (ازنا)
مسعودآباد روستایی از توابع بخش مرکزی شهرستان ازنا در استان لرستان ایران است.

## جمعیت
این روستا در دهستان سیلاخور شرقی قرار دارد و بر اساس سرشماری مرکز آمار ایران در سال ۱۳۸۵، جمعیت آن ۷۶۲ نفر (۱۷۳ خانوار) بوده‌است.
زبان مردم این روستا لری سیلاخوری بوده و پیشه اغلب انان کشاورزی و دامپروری می‌باشد.
قلعه تاریخی (قِلا گَپ) در مرکز این روستا می‌باشد.
نام قدیمی این روستا که ارامنه بنیاد نهادن، کِرت به معنی (ساخته) است.